# Hofweise
Eine Hofweise ist ein musikwissenschaftlicher Fachbegriff für eine spezielle Form des deutschen Lieds zur Zeit der Renaissance.
Hofweisen, wie der Name schon impliziert, kommen aus einem höfischen Umfeld, wurden also von Komponisten geschrieben, die an Fürsten- und Kaiserhöfen beschäftigt waren und für die Unterhaltung des Hofs zu sorgen hatten.  Die Texte von Hofweisen sind oft den Formen und Topoi des traditionellen Minnesangs verpflichtet; die Melodien basieren nicht auf gängigen Volksliedern, sondern sind in der Regel Neuschaffungen unter Verwendung von Bar- und Reprisenformen.
Typische Vertreter sind Heinrich Isaac, Paul Hofhaimer oder Ludwig Senfl.
Eingeführt wurde der Begriff 1929 von dem Musikwissenschaftler Hans Joachim Moser in seiner Monografie über den Komponisten und Organisten Paul Hofhaimer; er dient dazu, Melodien von deutschen Liedern des 15. und 16. Jahrhunderts (und da im Besonderen von Tenorliedern) nach ihrer Herkunft weiter zu differenzieren; Moser unterscheidet zwischen „Hofweisen“ und „Volksliedern“.
Die modernere Forschung hat den Begriff „Hofweise“ als nicht adäquat kritisiert, allerdings wurde bis heute kein besserer Begriff gefunden.